# ケイコ・バンク

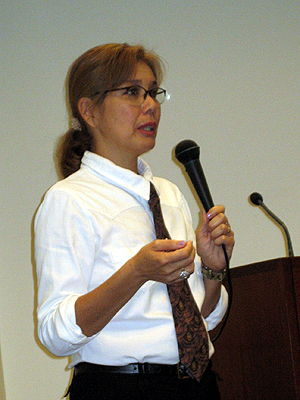
ケイコ・バンク (2007)

ケイコ・バンク（Keiko Cecilia Bonk、1954年7月13日 - ）は、アメリカ合衆国ハワイ州出身の活動家、音楽家、政治家。
ハワイ大学を1976年に卒業後、1982年にニューヨーク市立大学ハンター校で修士号を取得。1992年ハワイ州議会で活動を開始。2003年にホノルル日本文化センター所長に任命されるが2005年退任。